# برتی بولر
برتی بولر (انگلیسی: Bertie Bowler؛ زادهٔ 1891) بازیکن فوتبال اهل بریتانیا است.
از باشگاه‌هایی که در آن بازی کرده‌است می‌توان به باشگاه فوتبال پلیموث آرگیل اشاره کرد.
وی همچنین در تیم ملی فوتبال لیگ فوتبال جنوبی انگلستان بازی کرده‌است.